# 陸圧道人
陸圧道人（りくあつどうじん）は明代の、神怪小説『封神演義』の登場人物。『封神演義』以前に成立した史書や道教説話、小説や戯曲に名が見えないことから、『封神演義』の作者の創作と思われる。

## 概要
西崑崙の閑人。背が低くひげが長く、魚尾冠をかぶり、赤い道士服を着ている。初めて登場したときには闡教の仙人の誰一人として彼のことを知らず、趙公明の誰何にも「仙人でもなければ聖人でもない」と返答するなど素性がわからない人物だったが、柏天君との戦いで炎の精であることが明らかになった。
作中では、第四十八回で趙公明を攻めあぐねる闡教の仙人たちの前に現れ、趙公明を呪い殺すための釘頭七箭書を授けた。その後柏天君の敷いた烈焔陣を破り、兄の仇討ちのために下山した趙公明の妹たちと戦った。趙公明の妹たちは陸圧道人を捕らえたが、五百人の兵を使って矢を射かけても鏃も矢竹も一瞬で灰に変わってしまい、彼を殺すことが出来なかった。聞仲率いる征西軍との戦いが終わった後も、周軍の前に飄然と現れては姜子牙たちに助力した。
瓢箪を持っており、蓋を開けると白光と共に眉と眼と翼のついた長さ七寸（或いは七寸五分）の「斩仙飛刀」が飛び出して敵の首を落とす。この瓢箪と飛刀は万仙陣の戦いが終結したときに姜子牙に渡され、朝歌が落城した際に妲己を処刑するために使われた。

## 陸圧道人と陸西星作者説
作中で陸圧道人は、元始天尊が率いる闡教、通天教主が率いる截教、準提道人と接引道人が率いる西教（仏教）のいずれにも属さず、飄然と現れては去っていく。その特殊な立場から、陸西星を『封神演義』の作者として主張する説の中には、陸圧道人は陸西星が自分自身を作品に投影した存在だと唱えるものもある。
だが現存する最古の版本には許仲琳が編者として明記されており、陸西星の生きていた時代が『封神演義』の成立年代より早いという問題もあって、陸西星作者説を疑問視する声もある。